# 추상완
추상완(1971년 1월 28일 ~ )은 롯데 자이언츠의 전 야구 선수다. 동래고등학교를 졸업했다. 통산 1타수 무안타를 기록했다.

## 같이 보기
- 1989년 롯데 자이언츠 시즌